# Wskaźnik cen dóbr produkcyjnych
Wskaźnik cen dóbr produkcyjnych, wskaźnik cen produkcyjnych (ang. producer price index, PPI) – wskaźnik (miernik) obrazujący zmiany poziomu cen ustalanych przez producentów na różnych etapach procesu wytwarzania dóbr. Jest powszechnie stosowany jako jedna z miar poziomu inflacji, obok wskaźnika cen towarów i usług konsumpcyjnych. Po raz pierwszy został wprowadzony w 1890 roku w Stanach Zjednoczonych, gdzie jest najstarszym współczynnikiem nieprzerwanie obliczanym przez amerykański Departament Pracy.
W Polsce wskaźnik cen dóbr produkcyjnych odnosi się do cen produkcji sprzedanej przemysłu. Jest on obliczany i publikowany przez Główny Urząd Statystyczny. Nie ma zunifikowanego sposobu jego wyliczania. Wskaźnik cen produkcji sprzedanej przemysłu obrazuje zmiany cen bazowych w przemyśle, a ściślej w czterech sekcjach według PKD 2007: górnictwo i wydobywanie; przetwórstwo przemysłowe; wytwarzanie i zaopatrywanie w energię elektryczną, gaz, parę wodną i gorącą wodę oraz dostawa wody, gospodarowanie ściekami i odpadami, rekultywacja. Opracowywany jest na podstawie miesięcznych badań cen reprezentatywnych wyrobów i usług (ok. 30 tys. w miesiącu) uzyskiwanych przez dobrane w sposób celowy podmioty gospodarcze (ok. 3300 w miesiącu), w których liczba pracujących wynosi 10 lub więcej osób. Obserwacją obejmuje się dane dotyczące cen (dwóch kategorii: producenta i bazowej) oraz wartości sprzedaży.